# Türkische Badmintonmeisterschaft 2024
Die Türkische Badmintonmeisterschaft 2024 fand vom 3. bis zum 7. September 2024 in Kayseri statt. 

## Medaillengewinner
| Disziplin    | Gold                                  | Silber                                | Bronze                              |
| ------------ | ------------------------------------- | ------------------------------------- | ----------------------------------- |
| Herreneinzel | Emre Lale                             | Yusuf Yaşar                           | Yazgan Çalışır                      |
| Herreneinzel | Emre Lale                             | Yusuf Yaşar                           | Anıl Ulaç Atan                      |
| Dameneinzel  | Özge Bayrak Bağcı                     | Büşra Ünlü                            | Tuğçe Nur Korkmaz                   |
| Dameneinzel  | Özge Bayrak Bağcı                     | Büşra Ünlü                            | Ravza Bodur                         |
| Herrendoppel | Taha Emirhan Budak Abdulsamet Özdemir | Semih Baha Başakın Emre Sönmez        | Gökay Göl Mehmet Can Töremiş        |
| Herrendoppel | Taha Emirhan Budak Abdulsamet Özdemir | Semih Baha Başakın Emre Sönmez        | Buğra Aktaş Serkan Uğurlu           |
| Damendoppel  | Bengisu Erçetin Nazlı Can İnci        | Yasemen Bektaş Cansu Erçetin          | Sare Ece Başakın İlayda Nur Özelgül |
| Damendoppel  | Bengisu Erçetin Nazlı Can İnci        | Yasemen Bektaş Cansu Erçetin          | Tuğçe Nur Korkmaz İkra Elif Özyiğit |
| Mixed        | Emre Sönmez Yasemen Bektaş            | Taha Emirhan Budak İlayda Nur Özelgül | Semih Baha Başakın Sare Ece Başakın |
| Mixed        | Emre Sönmez Yasemen Bektaş            | Taha Emirhan Budak İlayda Nur Özelgül | Serkan Uğurlu Zehra Erdem           |